# Ptilodexia ypsiliformis
Ptilodexia ypsiliformis är en tvåvingeart som beskrevs av Blanchard 1966. Ptilodexia ypsiliformis ingår i släktet Ptilodexia och familjen parasitflugor. Inga underarter finns listade i Catalogue of Life.